# Sant Bausiri (Puèi Domat)
Saint-Beauzire és un municipi francès situat al departament del Puèi Domat i a la regió d'Alvèrnia-Roine-Alps. L'any 2007 tenia 2.073 habitants.

## Demografia

### Població
El 2007 la població de fet de Saint-Beauzire era de 2.073 persones. Hi havia 805 famílies de les quals 146 eren unipersonals (75 homes vivint sols i 71 dones vivint soles), 261 parelles sense fills, 339 parelles amb fills i 59 famílies monoparentals amb fills.
La població ha evolucionat segons el següent gràfic:
Habitants censats

### Habitatges
El 2007 hi havia 854 habitatges, 803 eren l'habitatge principal de la família, 9 eren segones residències i 42 estaven desocupats. 824 eren cases i 30 eren apartaments. Dels 803 habitatges principals, 686 estaven ocupats pels seus propietaris, 108 estaven llogats i ocupats pels llogaters i 10 estaven cedits a títol gratuït; 2 tenien una cambra, 22 en tenien dues, 77 en tenien tres, 250 en tenien quatre i 453 en tenien cinc o més. 699 habitatges disposaven pel capbaix d'una plaça de pàrquing. A 262 habitatges hi havia un automòbil i a 499 n'hi havia dos o més.

### Piràmide de població
La piràmide de població per edats i sexe el 2009 era:
| Homes | Edats   | Dones |
| ----- | ------- | ----- |
| 0     | 95 o +  | 0     |
| 0     | 90 a 94 | 0     |
| 4     | 85 a 89 | 0     |
| 4     | 80 a 84 | 20    |
| 20    | 75 a 79 | 28    |
| 32    | 70 a 74 | 16    |
| 40    | 65 a 69 | 40    |
| 48    | 60 a 64 | 48    |
| 56    | 55 a 59 | 60    |
| 96    | 50 a 54 | 100   |
| 84    | 45 a 49 | 76    |
| 88    | 40 a 44 | 68    |
| 68    | 35 a 39 | 72    |
| 60    | 30 a 34 | 76    |
| 16    | 25 a 29 | 44    |
| 44    | 20 a 24 | 44    |
| 80    | 15 a 19 | 20    |
| 68    | 10 a 14 | 88    |
| 48    | 5 a 9   | 60    |
| 68    | 0 a 4   | 36    |

## Economia
El 2007 la població en edat de treballar era de 1.395 persones, 1.062 eren actives i 333 eren inactives. De les 1.062 persones actives 998 estaven ocupades (525 homes i 473 dones) i 65 estaven aturades (30 homes i 35 dones). De les 333 persones inactives 135 estaven jubilades, 133 estaven estudiant i 65 estaven classificades com a «altres inactius».

### Ingressos
El 2009 a Saint-Beauzire hi havia 830 unitats fiscals que integraven 2.170,5 persones, la mediana anual d'ingressos fiscals per persona era de 20.184 €.

### Activitats econòmiques
Dels 101 establiments que hi havia el 2007, 4 eren d'empreses alimentàries, 2 d'empreses de fabricació de material elèctric, 8 d'empreses de fabricació d'altres productes industrials, 12 d'empreses de construcció, 15 d'empreses de comerç i reparació d'automòbils, 5 d'empreses de transport, 3 d'empreses d'hostatgeria i restauració, 5 d'empreses d'informació i comunicació, 5 d'empreses financeres, 1 d'una empresa immobiliària, 26 d'empreses de serveis, 9 d'entitats de l'administració pública i 6 d'empreses classificades com a «altres activitats de serveis».
Dels 22 establiments de servei als particulars que hi havia el 2009, 1 era una oficina de correu, 2 tallers de reparació d'automòbils i de material agrícola, 1 establiment de lloguer de cotxes, 2 paletes, 2 guixaires pintors, 2 fusteries, 3 lampisteries, 2 electricistes, 1 empresa de construcció, 3 perruqueries, 2 restaurants i 1 saló de bellesa.
Dels 5 establiments comercials que hi havia el 2009, 1 era una botiga de menys de 120 m², 3 fleques i 1 una carnisseria.
L'any 2000 a Saint-Beauzire hi havia 23 explotacions agrícoles que ocupaven un total de 1.173 hectàrees.

## Equipaments sanitaris i escolars
El 2009 hi havia 1 farmàcia i 1 ambulància.
El 2009 hi havia 2 escoles elementals.

## Poblacions més properes
El següent diagrama mostra les poblacions més properes.